# アンドリス・ヴァニンス
アンドリス・ヴァニンス（Andris Vaņins, 1980年4月30日 - ）は、ラトビア・イルークステ出身の元サッカー選手。元ラトビア代表。現役時代のポジションはGK。

## クラブ歴
1998年にヴィルスリーガのFKヴェンツピルスでプロデビュー。

### モスクワ
2003年にFCモスクワに移籍するもトップチームでの出場は無く、リザーブチームでのプレーにとどまっていたため、ラトビア国内の世論を受け帰国を決意した。

### ヴェンタ
2005年、ラトビアに戻りFKヴェンタに移籍した。1試合に出場するも、シーズン後半にクラブが破産してしまい、放出された。

### ヴェンツピルス
2006年、FAとなったヴァニンスは古巣のヴェンツピルスに復帰した。正GKとて3年半プレーし、2006年から2008年にかけて3年連続でヴィルスリーガの最優秀GKに選出され、2008年にはラトビア年間最優秀選手に選出されるなどの活躍を見せた。
ヴェンツピルスでの成功を受けて再び海外でのプレーを模索するも、交渉が上手くいかなかった。2009年2月にはロシア・プレミアリーグのFCルビン・カザンの加入テストを受けた。

### シオン
2009年、シーズン途中にスイス・スーパーリーグのFCシオンと3年契約を結び移籍した。正GKに選ばれ、同年8月19日のフェネルバフチェ戦てデビューした。
2013年10月、2017年7月まで契約を延長した。
7年間の在籍中にスイス・スーパーリーグ最優秀GKや、ファンが選ぶシオン年間最優秀選手に複数回選出された。

### チューリッヒ
2016年6月17日、FCチューリッヒに移籍した。翌月25日のヴィンタートゥール戦でデビュー。フル出場し、2-0の勝利に貢献した。
2020年8月31日、現役を引退し、古巣のFCシオンでGKコーチを務めることを表明した。

## 代表歴
2000年2月4日、スロバキア戦で代表デビューを果たした。
2007年夏に、ラトビア代表の正GKを務めていたアレクサンドルス・コリンコが長期の怪我を負い、監督のアレクサンダー・スタルコフが代わりのGKをヴァニンスとデニス・ロマノフのどちらにするかを選んだ際にヴァニンスが選ばれた。以降、ヴァニンスはラトビア代表の正GKを務めることになった。
2019年10月10日のポーランド戦で、ラトビア代表として100試合出場を達成した。

## 私生活
既婚者であり、2人の息子がいる。

## タイトル

### クラブ
ヴェンツピルス
- ヴィルスリーガ: 2006, 2007, 2008
- ラトビヤス・カウス: 2007

シオン
- スイス・カップ: 2010-11, 2014-15

FCチューリッヒ
- スイス・スーパーリーグ: 2016-17
- スイス・カップ: 2017-18

### 代表
ラトビア代表
- バルティックカップ: 2008, 2012

### 個人
- ヴィルスリーガ年間最優秀GK: 2006, 2007, 2008
- ラトビア年間最優秀選手: 2008, 2013, 2015, 2016, 2017
- スイス・スーパーリーグ年間最優秀GK: 2009-10, 2010-11